# Deepsea Challenger
Deepsea Challenger (DCV 1) es un sumergible de inmersión profunda de 7.3 m diseñado para llegar al fondo del abismo Challenger, el punto más profundo que se conoce en la tierra. El 26 de marzo de 2012, el director de cine canadiense James Cameron pilotó el submarino para lograr esta meta, convirtiéndose así en el primer ser humano en llegar al abismo Challenger en un vehículo tripulado por una sola persona. Construido en Sídney, Australia, por la empresa de investigación y diseño Acheron Project Pty Ltd, el Deepsea Challenger incluye equipo científico para toma de muestras, así como cámaras tridimensionales de alta definición. Alcanzó el punto más profundo del océano tras cerca de dos horas de descenso desde la superficie.

## Desarrollo
El Deepsea Challenger fue construido en secreto en Australia, en conjunto con National Geographic y con apoyo de Rolex, dentro del programa Deepsea Challenge. En la investigación y desarrollo, tanto del vehículo como de la misión, participaron el Instituto Scripps de Oceanografía, el Laboratorio de Propulsión a Chorro (Jet Propulsion Laboratory), la empresa australiana de telecomunicaciones Telstra y la Universidad de Hawái, entre otros. Los elementos estructurales fundamentales, como la quilla y la esfera del piloto que llevó a Cameron, fueron creados por la empresa de Tasmania Finite Elements.

## Especificaciones
El sumergible cuenta con una esfera para el piloto que mide 1.1 m de diámetro, lo suficientemente grande para un solo tripulante. La esfera, con paredes de acero de 64 mm de grosor, fue sometida a pruebas en una cámara de presión en la Universidad Estatal de Pennsylvania para verificar su capacidad para soportar los 114 MPa de presión requeridos. La esfera se ubica en la base del vehículo de 11.8 toneladas; el vehículo opera en posición vertical, y lleva 500 kg de lastre que le permiten hundirse hasta el fondo, y cuando se libera, ascender a la superficie. Si el sistema de liberación del lastre falla, dejando al vehículo varado en el fondo del mar, existe una válvula de respaldo de liberación galvánica, diseñada para corroerse en el agua salada tras un cierto período de tiempo, permitiendo al submarino subir a la superficie automáticamente. El Deepsea Challenge pesa menos de un décimo que su predecesor de hace cincuenta años, el batiscafo Trieste; el vehículo moderno lleva también considerablemente más equipo científico que el Trieste, y es capaz de ascender y descender más rápidamente.

## Primeras inmersiones
A finales de enero de 2012, para probar los sistemas, Cameron pasó tres horas en el sumergible mientras permaneció bajo las aguas del Astillero Naval de Sídney, en Australia. El 21 de febrero de 2012, a tan sólo una hora de haberse iniciado, se abortó una prueba de inmersión que pretendía llegar a una profundidad de más de 1000 m, debido a problemas con las cámaras y los sistemas de soporte vital. El 23 de febrero de 2012, frente a la costa de la isla de Nueva Bretaña, Cameron llevó con éxito el sumergible a 991 m de profundidad, hasta el lecho del fondo marino, donde realizó un encuentro con un ROV amarillo controlado desde un barco en la superficie. El 28 de febrero de 2012, durante una inmersión de siete horas, Cameron pasó seis horas dentro del sumergible a una profundidad de 3700 m; algunas fluctuaciones en los sistemas de energía y corrientes inesperadas presentaron retos sorpresivos. El 4 de marzo de 2012, una inmersión que marcó un récord a más de 7260 m, tuvo que suspenderse a punto de llegar al fondo de la fosa de Nueva Bretaña cuando algunos problemas con los propulsores verticales obligaron a Cameron a volver a la superficie. Días más tarde, una vez resuelto el problema técnico, Cameron llevó con éxito el sumergible hasta el fondo de la fosa de Nueva Bretaña, alcanzando una profundidad máxima de 8221 m. Ahí encontró una extensa llanura de sedimento suelto, anémonas, medusas y hábitats variados en el punto en que la llanura toca las paredes del cañón.

## Abismo Challenger
El 18 de marzo de 2012, después de haber dejado el área de pruebas en el relativamente tranquilo mar de Salomón, el sumergible se encontraba a bordo del buque Mermaid Sapphire, anclado en Puerto Apra, en Guam, sometido a reparaciones y actualizaciones, y esperando un océano lo suficientemente calmado como para llevar a cabo la inmersión. Para el 24 de marzo de 2012, tras haber zarpado de Guam días atrás, el sumergible se hallaba a bordo de uno de los dos buques de superficie que habían partido del atolón de Ulithi rumbo al abismo Challenger. El 26 de marzo de 2012, a las 7:52 a. m., hora local, se informó que había alcanzado el fondo de la fosa de las Marianas. La profundidad registrada fue de 10 898,4 m al momento en que el Deepsea Challenger tocó fondo. Fue el cuarto descenso en la historia al abismo Challenger y el segundo tripulado (con una profundidad máxima registrada ligeramente menor que la del descenso del Trieste en 1960). También fue el primer descenso en solitario y el primero en dedicar una cantidad de tiempo significativa (tres horas) explorando el fondo.